# Pro Evolution Soccer 2017
Pro Evolution Soccer 2017 або PES 2017 — кросплатформова гра у жанрі футбольного симулятора із серії Pro Evolution Soccer від компанії Konami, є шістнадцятою в даній серії ігор.
Японська версія гри називається — Winning Eleven 2017.
До випуску гри Konami підписали ексклюзивні контракти на співпрацю з «Барселоною», «Ліверпулем», «Боруссією» (Дортмунд) та «Рівер Плейтом». Також повністю ліцензованими командами стали «Арсенал» та «Атлетіко» (Мадрид). На обкладинці гри зображені гравці «Барселони» Неймар, Ліонель Мессі, Луїс Суарес, Іван Ракитич та Жерард Піке. Також спеціально був розроблений м'яч Adidas Finale для Ліги чемпіонів УЄФА. 

## Адаптивний штучний інтелект
PES 2017 характеризується адаптивним штучним інтелектом, який пристосовується до стилю гри кожного гравця. Це дозволяє грі автоматично змінювати тактику та стратегію під час матчів, відповідно до того, що відбувається на футбольному полі.

## Критика
| Агрегатор  | Оцінка                              |
| ---------- | ----------------------------------- |
| Metacritic | PC: 69/100 PS4: 85/100 XONE: 87/100 |

| Видання        | Оцінка      |
| -------------- | ----------- |
| Game Informer  | 9,25/10     |
| GameRevolution | 4.5/5 зірок |
| GameSpot       | 8/10        |
| GamesRadar+    | 4.5/5 зірок |
| IGN            | 9,5/10      |

Pro Evolution Soccer 2017 отримав позитивні відгуки від критиків. Аггрегатор Metacritic дав оцінку 85/100 для PlayStation 4 на основі 62 оглядів та 87/100 для Xbox One на основі 12 відгуків.
GamesRadar+ дав PES 2017 високу оцінку 4.5/5, зазначаючи, що гра «виглядає і відчувається, ніби це справжній футбол», додавши, що випуск цього року повернув серії її славу.
Gamereactor оцінив гру в 9/10, відмітивши покращений юзер-інтерфейс.

## Нагороди
| List of awards and nominations | List of awards and nominations | List of awards and nominations | List of awards and nominations |
| Премія                         | Категорія                      | Результат                      |                                |
| ------------------------------ | ------------------------------ | ------------------------------ | ------------------------------ |
| Приз E3                        | Найкраща спортивна гра         | Номінація                      |                                |
| Премія gamescom                | Найкраща спортивна гра         | Номінація                      |                                |
| The Game Awards                | Найкраща спортивна/Гоночна гра | Номінація                      |                                |